# Sielsowiet gonczarowski (obwód kurski)
Sielsowiet gonczarowski (ros. Гончаровский сельсовет) – jednostka administracyjna (osiedle wiejskie) wchodząca w skład rejonu sudżańskiego w оbwodzie kurskim w Rosji.
Centrum administracyjnym sielsowietu jest słoboda Gonczarowka.

## Geografia
Powierzchnia sielsowietu wynosi 47,05 km².

## Historia
Status i granice sielsowietu zostały określone ustawami z 2004 i z 2010 roku.

## Demografia
W 2017 roku sielsowiet zamieszkiwało 3093 mieszkańców.

## Miejscowości
W skład sielsowietu wchodzą miejscowości: Gonczarowka, Kuriłowka, Miełowoj, Podoł.